# 别洛戈尔斯基农村居民点
别洛戈尔斯基农村居民点（俄语：Белогорское сельское поселение）是俄罗斯联邦伏尔加格勒州库梅尔任斯卡亚区所属的一个农村居民点。其下辖有2个居民点，行政中心为别洛戈尔斯基。据2016年统计，该农村居民点的人口为781人。